# Adrien Jean-Baptiste François Bourgogne
Adrien Jean-Baptiste Bourgogne (1785–1867) francia katonatiszt volt, aki hosszú évtizedeket töltött a hadseregben. Végigharcolta Napóleon végzetes 1812-es oroszországi hadjáratát.

## Élete
Adrien Jean-Baptiste Bourgogne 1785-ben született az észak-franciaországi Condé-sur-Escaut-ban (Nord megye) egyszerű kereskedőcsaládba. Szüleinek ő volt a legidősebb gyermeke, később három fiuk és egy leányuk született. Mint a korabeli francia ifjak többsége, Bourgogne is katonai dicsőségről ábrándozott. Húsz éves korában, atyja vagyoni helyzete révén, beléphetett a napóleoni Öreg Gárda felfrissítésére toborzott, úgynevezett vélite  hadosztályba, melynek fiatal katonáit, kellő kiképzés után, fegyvernemek szerint az Öreg Gárda gyalogos- és lovasvadász-, gránátos- és vértesezredeibe osztották be. Ezek a fiatal önkéntesek, mint Bourgogne is büszkén viselték az ifjú gárdista nevet, és áhítatos tisztelettel tekintettek példaképeikre, a „morgósokra”, ahogy Napóleon az öreg gárdistáit becézte.
Pár hónapos kiképzés után Bourgogne, gránátos önkéntesként, ifjú társaival együtt részt vett az 1806. évi lengyelországi hadjáratban. Két évre rá súlyosan megsebesült az öldöklő aspern–esslingi csat csatában. 1809 és 1811 között Ausztriában, Spanyolországban és Portugáliában harcolt. 1812-ben már mint őrmester – régies kifejezéssel: strázsamester – Vilnából indult Napóleonnal és a Gárdával a végzetes oroszországi hadjáratba, ahonnét a könyvében részletesen elbeszélt szörnyű megpróbáltatások után 1813 márciusában tért haza szülőföldjére. Előléptették alhadnaggyá, és újból hadba indult, ezúttal Poroszországba. Dessaunál megsebesült és fogságba esett. Hadifogsága idején vetette először papírra feljegyzéseit az oroszországi hadjáratról és a visszavonulásról: e feljegyzéseiből, valamint az édesanyjának írt leveleiből szerkesztette meg emlékiratát két évtizeddel később, 1835-ben.
Napóleon száműzetése és a Bourbon-ház restaurációja után leszerelt azzal az ürüggyel, hogy „öreg szüleit kell támogatnia fáradságos munkájukban”. 1814-ben megnősült, de feleségének korai halála miatt egy ideig magának kellett nevelnie két leánygyermekét, akiket a művészi pályán indított el: az egyik festő, a másik muzsikus lett. Később újra megnősült, e házasságából is két gyermeke született. Harmonikus családi életet élt; csinos műgyűjteményét sokan látogatták condéi házában; bajtársait sem felejtette el: rendszeresen találkozgatott velük, meglátogatta őket a párizsi Invalidusokban, fölemlegetni az oroszországi hadjárat emlékeit, s a moszkvai bevonulás évfordulóin közösen inni a Kreml kincstárából rabolt díszes kehelyből...
1830-ban, amikor ismét „felröppent a trikolór”, visszatért a katonai pályára. 45 éves volt ekkor. Legszívesebben Condéban szolgált volna, ahol öccse orvosként működött, és a családnak volt már némi tekintélye, de a távolabbi Brestbe vezényelték, ahol a helyőrség parancsnokhelyettesi tisztségét kapja meg, s pár hónapra rá a Becsületrend lovagkeresztjét is. 1853-ban vonult vissza végleg, 1200 frankos nyugdíjjal. Derűs természetét, lelki nyugalmát az öregkor betegségei közben is megőrizve, 1867-ben halt meg, 82 éves korában. Memoárját még életében közreadta, ha nem is teljes szövegében, az Écho de la Frontière címu újság mellékleteteként. A teljes szövegkiadás 1896-ban jelent meg.

## Műve
- A. J. B. J. Bourgogne. Mémoires du sergent Bourgogne (1812-1813), publiés d'après le manuscrit original par Paul Cottin, 2. édition (francia nyelven), Paris: Hachette (1898)
- A. J. B. J. Bourgogne.szerk.: V. Detre Zsuzsa: Bourgogne strázsamester emlékezései Napóleon oroszországi hadjáratáról, ford. Hap Béla, Emlékezések (magyar nyelven), Budapest: Európa Könyvkiadó (1986). ISBN 963-07-4057-5